# Маседония (Сао Пауло)
Вижте пояснителната страница за други значения на Маседония.
Маседония (на португалски: Macedônia) е община в щата Сао Пауло, Югоизточна Бразилия. Има население от 3746 (2015 г.) и площ от 328 km2. Разположена е на 780 m н.в. Намира се на 581 km от Сао Пауло.